# Crimson II
Crimson II je osmi i posljednji studijski album švedskog death metal-sastava Edge of Sanity. Diskografska kuća  Black Mark Production objavila ga je 26. kolovoza 2003. Nastavak je albuma Crimson iz 1996. 

## O albumu
Jedini je album sastava na kojem se nisu pojavili izvorni članovi sastava Andreas Axelsson, Sami Nerberg, Anders Lindberg i Benny Larsson. Frontmen Opetha Mikael Åkerfeldt, koji je pjevao i svirao gitaru na albumu Crimson, također se ne pojavljuje. Umjesto njega, sadrži doprinose gostujućih glazbenika Mikea Weada, Jonasa Granvika i braće Rogera i Simona Johannsona.

## Popis pjesama
Tekstovi: Clive Nolan, glazba: Dan Swanö.
| 1.    | »The Forbidden Words« | 4:10 |
| 2.    | »Incantation«         | 3:01 |
| 3.    | »Passage of Time«     | 5:37 |
| 4.    | »The Silent Threat«   | 4:26 |
| 5.    | »Achilles Heel«       | 3:17 |
| 6.    | »Covenant of Souls«   | 2:29 |
| 7.    | »Face to Face«        | 3:11 |
| 8.    | »Disintegration«      | 3:16 |
| 9.    | »Aftermath I«         | 3:54 |
| 10.   | »Aftermath II«        | 3:18 |
| 11.   | »Aftermath III«       | 4:51 |
| 43:00 |                       |      |

## Osoblje
| Edge of Sanity - Dan Swanö – vokal, svi instrumenti, produkcija, miks, inženjer zvuka Dodatni glazbenici - Roger Johansson – glavni vokal - Jonas Granvik – prateći vokal | Ostalo osoblje - Mike Wead – solo-gitara, inženjer zvuka (solo-gitara) - Simon Johansson – solo-gitara, inženjer zvuka (solo-gitara) - Börje Forsberg – izvršna produkcija - Kristian Wåhlin – naslovnica albuma |